# Flämsjön (Istrums socken, Västergötland)
Flämsjön är en sjö i Skara kommun i Västergötland och ingår i Göta älvs huvudavrinningsområde. Sjön är 15 meter djup, har en yta på 1,1 kvadratkilometer och är belägen 130 meter över havet. Sjön avvattnas av vattendraget Sjöråsån (Västerbroån) strax söder om Rämmingstorp.

## Se och göra
Den största badplatsen vid Flämsjön heter Flämslätt. Där finns också Flämslätts stifts- och kursgård som ägs av Svenska kyrkan. I området finns en rad aktiviteter som går att göra, till exempel bada, vandra, paddla kanot, grilla, ro eller leka på lekplatsen. Vattnet i Flämsjön är väldigt klart, och det finns gott om fisk. Det finns bland annat flodkräfta. Fiskekort kan köpas på Flämslätts stifts- och kursgård.
Runt hela sjön finns den cirka nio kilometer långa vandringsleden Flämsjön runt. Leden är uppmärkt och relativt enkel att gå. Landskapet är väldigt varierat, och man går bland annat genom kulliga hagmarker, barrskog, hyggen, sommarstugeområden och storskog. På vägen finns också möjlighet att svänga av mot Remningtorps arboretum där man har samlat trädslag från hela norra halvklotet. Träden planterades på 1930-talet, och det finns bland annat purpurgran, hybridlärk, rödek, manchurisk valnöt, kinesisk sekvoja och japansk magnolia.

## Ekologi

### Fisk
Vanligt förekommande fiskar i sjön är abborre och gädda och normalt förekommande är mört och sutare. Braxen förekommer sparsamt.

### Växter
Flämsjön är rik på kransalger. Den för Sverige ovanliga arten spretsträfse återfinns i små mängder. Vanliga kransalger som finns i Flämsjön är borststräfse, gråsträfse, skörsträfse, taggsträfse, rödsträfse, papillsträfse, spretsträfse och glanslinke/mattslinke. Även hjulmöja förekommer i sjön. I sjöns södra ända bildar kransalgerna mattor tillsammans med vattenaloe. Sjöns vatten är svagt brunfärgat med ett siktdjup på 5,45 meter.

## Delavrinningsområde
Flämsjön ingår i det delavrinningsområde (648241-137726) som SMHI kallar för Utloppet av Flämsjön. Avrinningsområdets medelhöjd är 185 meter över havet och ytan är 9,63 kvadratkilometer. Det finns inga delavrinningsområden uppströms utan avrinningsområdet är högsta punkten. Sjöråsån (Västerbroån) som avvattnar avrinningsområdet har biflödesordning 2, vilket innebär att vattnet flödar genom totalt 2 vattendrag innan det når havet efter 222 kilometer. Delavrinningsområdet består mestadels av skog (58 procent) och jordbruk (23 procent). Avrinningsområdet har 1,09 kvadratkilometer vattenytor vilket ger det en sjöprocent på 11,3 procent.

## Galleri

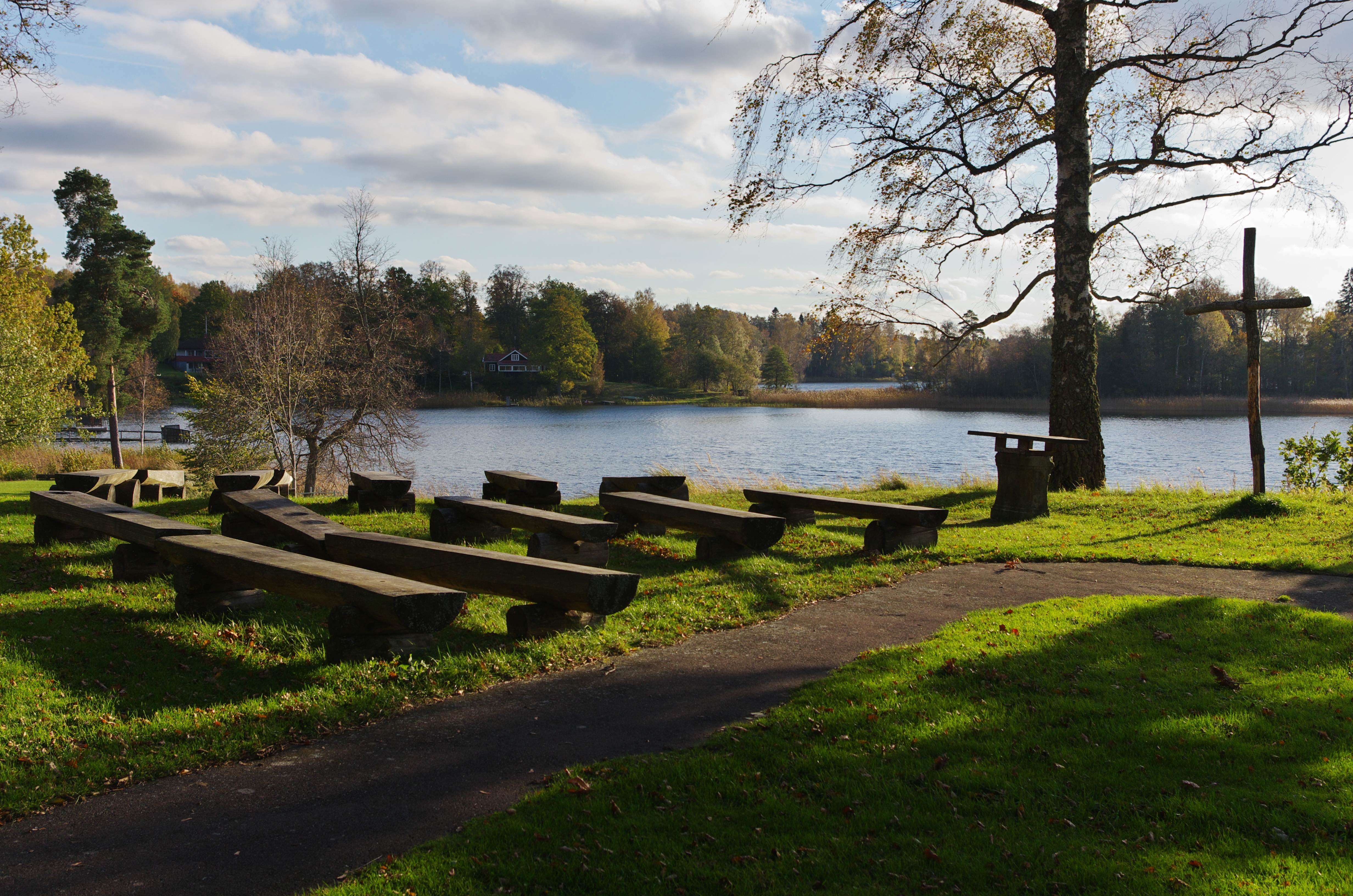
Flämsjön och platsen för friluftsgudstjänster vid Flämslätts stiftsgård.
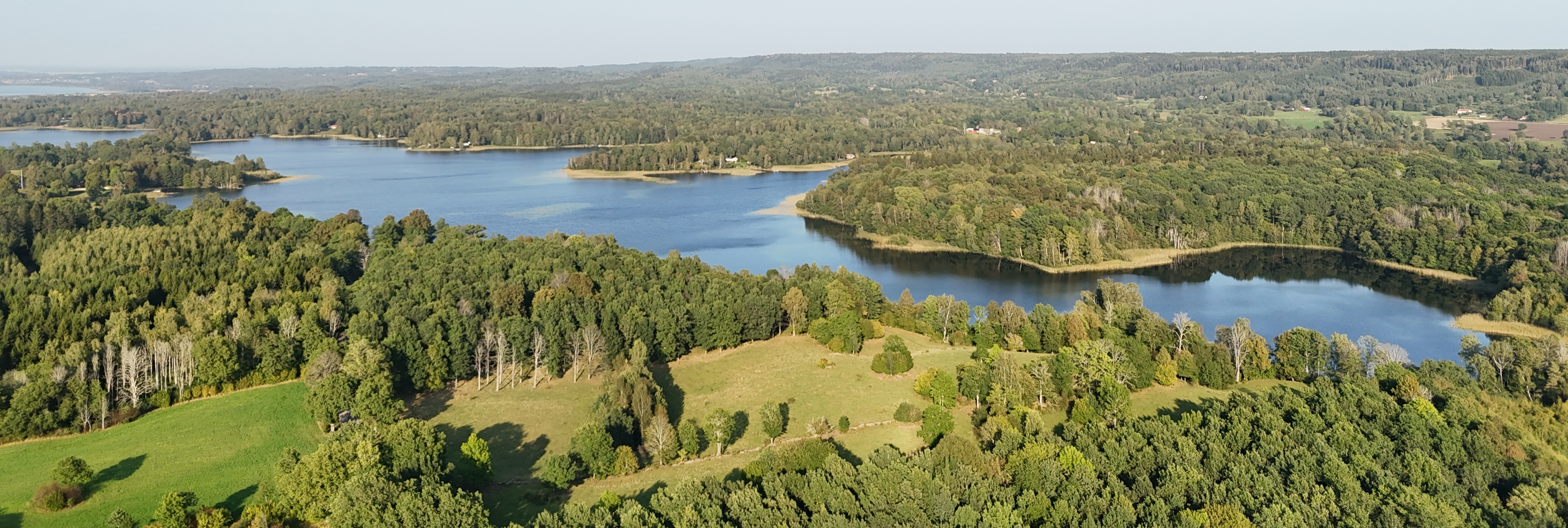
Flämsjön från sydväst.